# Ottava nota
Ottava nota è stato un programma televisivo settimanale condotto da Richard Benson, andato in onda tra il 1979 e il 2002 su reti locali romane, prevalentemente TVA 40.

## Il programma
Evoluzione del precedente Scala A interno 5, che Benson aveva condotto su TVA 40 dal 1978 al 1979, Ottava nota fu trasmesso per molti anni, fino al 20 maggio 1997, il mercoledì sera alle 21:30, con una durata di circa un'ora. In seguito, la programmazione subì una modifica, e la trasmissione fu spostata al martedì sera alle 19:30. In occasione di assenze del conduttore, dovute a malori o a impegni lavorativi, oppure durante le pause estive, la rete proponeva repliche di puntate precedenti; inoltre, la puntata del mercoledì o del martedì era spesso replicata per motivi di palinsesto in altri giorni e orari durante la settimana.
Durante la puntata venivano presentate e spesso recensite, con tanto di ascolto di brevi parti di alcuni brani, le novità discografiche che riguardavano prevalentemente la musica metal in tutti i suoi sottogeneri. La trasmissione è stata probabilmente unica in Italia ed aveva l'obiettivo di far conoscere musica e musicisti raramente presi in considerazione dalla critica musicale italiana e di dare uno spazio televisivo ad un genere musicale di nicchia. Nel 1995, la trasmissione propose una serie di puntate speciali intitolata "La storia della musica", dedicata all'approfondimento di artisti e band di diverse epoche. Questa serie, molto apprezzata dal pubblico, si concluse nello stesso anno.
A partire dai primi anni '90, il programma offriva agli spettatori la possibilità di interagire in diretta con il conduttore, attraverso chiamate telefoniche. Queste interazioni permettevano al pubblico di confrontarsi con Benson su novità discografiche, richiedere pareri sugli artisti e partecipare attivamente alla trasmissione. Tuttavia, a partire dal 1997, a causa dell'eccessivo numero di chiamate offensive e denigratorie nei confronti dell'aspetto fisico del conduttore, le chiamate in diretta furono interrotte nel 1999. Tali commenti, incentrati sull'estetica delle presunte parrucche indossate da Benson, risultavano estranei al format della trasmissione e ne inficiavano la qualità.
A partire dal 1999, si assistette a un progressivo cambiamento nello stile di conduzione di Richard Benson, sempre più provato e affranto. Questo mutamento culminò nel drammatico evento del 15 settembre 2000, quando il conduttore precipitò da Ponte Sisto a Roma. Le cause esatte dell'incidente non sono state mai del tutto chiarite, alimentando diverse speculazioni. A seguito di questo tragico episodio il programma fu sospeso e TVA 40 programmò esclusivamente repliche per un lungo periodo.
Ottava nota riprese in diretta all'inizio del 2002: Benson presentava un aspetto fisico notevolmente cambiato e anche il format appariva completamente stravolto. La trasmissione, precedentemente focalizzata su generi musicali di nicchia come l'heavy metal, ridusse lo spazio dedicato a questi ultimi per proporre brani rock e pop commerciali, con un repertorio che includeva artisti come Anna Oxa, Gigi D'Alessio e i Pooh. Inoltre, le narrazioni di Benson erano sempre più teatrali e stravaganti e cominciavano a includere aneddoti personali non verificabili. Questi cambiamenti radicali portarono alla definitiva interruzione della collaborazione tra il conduttore e la produzione di TVA 40 durante la pausa estiva del 2002.
L'eredità di Ottava nota venne in principio raccolta dal programma "Conversazioni musicali", trasmissione che il chitarrista italo-inglese presentò su Televita nel 2003 assieme a Gianni Neri. In seguito a questa esperienza embrionale nacque il programma Cocktail micidiale, ospitato sempre su Televita a partire dal 2004 fino al 2007 per la regia di Luca di Noia.
Questo programma non è da confondere con quello - intitolato sempre Ottava nota - che Richard Benson condusse su Retesole nel 2012 per appena sette puntate.